# (39264) 2000 YQ139
(39264) 2000 YQ139 è un asteroide troiano di Giove del campo greco. Scoperto nel 2000, presenta un'orbita caratterizzata da un semiasse maggiore pari a 5,255842 UA e da un'eccentricità di 0,071624, inclinata di 18,177720° rispetto all'eclittica. Ha un diametro di 35,944 km e un'albedo di 0,072.